# Örnsköldsviks FF
Örnsköldsviks FF är en fotbollsklubb i Örnsköldsvik i Sverige. Klubben bildades 1988, och har som bäst spelat i Sveriges tredje högsta division.